# Impress Watch
Impress Watch（インプレス ウォッチ）は、株式会社インプレスが運営する情報サイトのポータルサイトである。

## 概要
ITと情報家電、家電、趣味を中心とした情報サイトである。
内部に複数分野の情報サイトを内包した構成となっている(サイト一覧を参照)。
ニュースを伝えるニュース記事のほか、独自の解説を行う解説記事がある。

## 沿革
インプレスは、当時インターネット情報誌「iNTERNET magazine」を刊行していたが、雑誌媒体であるがゆえに速報性に限界を感じていた。そこで制作・配布コストを勘案し、速報性に優れる電子メールを使った日本初の電子メール新聞「INTERNET Watch」を1995年11月30日にプレ創刊。1996年2月1日に正式創刊（月額300円）し、メールマガジンという分野を作り上げた。同年7月22日には「PC Watch」も創刊。同時にニュースサイトとしての活動も開始し、以後IT系ニュースサイトの代表格として第一線を走り続けている。
2005年10月から2014年6月までは株式会社インプレスから事業分割した株式会社Impress Watchが運営を行っていたが、同社は2014年7月1日に株式会社インプレスジャパンに吸収され、株式会社インプレス（株式会社インプレスジャパンが商号変更）が運営している。かつてはインプレスのグループ会社が運営しているメディアも存在していた。
INTERNET Watchの生みの親は、「できるシリーズ」を発案した山下憲治である。日本のメールマガジンの広告が5行を基本とするのは、INTERNET Watchでの山下の発案が発祥とされている。

## 配信メディア
初期は有料メールマガジン（当時は「電子メール新聞」と呼称）がメインで、これは出版社であるインプレスにとって馴染みのある雑誌に倣ったビジネスモデルであった。そのため当時のinternet Watchのウェブサイトはメールマガジンに掲載したニュースの見出し・一部の記事の抜粋が掲載される程度で、メールマガジンの宣伝手段という印象が強かった。
「PC Watch」の創刊を機に徐々にウェブサイトに比重を移し、ウェブ広告を主な収益源とするウェブ媒体、いわゆるニュースサイトに転換し、Impress Watchシリーズのメディアも増えていった。
メールマガジンは基本的にその日のニュース全文を配信する有料版（INTERNET Watch、PC Watch、TechWire Japan、ケータイ Watch、SPORTS Watch、JIJI NEWS Watchのみ）とその日のニュースのヘッドラインを配信する無料版の「Flash」（全種）、毎週土曜日にWatch全体で配信されたニュースのダイジェストを配信するFREE Watch（無料）がある。メールマガジンの配送は2014年12月27日号をもって終了した。
Webサイト上では通常のWebの更新だけでなく一部を除きRSSフィードによる記事配信を行っているほか、編集部・ライターによるブログの開設も行われている。またかつては各メディアに編集後記のページが開設されていたり、系列のインプレスTVにてラムズ所属の声優がImpress Watchの記事を読み上げる「Impress Watch動画ニュース～萌えバージョン」をストリーミング・ビデオポッドキャストで配信していた。
この他、iモード・EZweb・Yahoo!ケータイの公式サイトとして携帯版Impress Watchも提供されていた。

## サイト一覧
以下に挙げたもののほかに、Impress Watchシリーズではないビジネス向けメディア「IT Leaders」・「Web担当者Forum」・「ネットショップ担当者フォーラム」・「Think IT」・「インプレス総合研究所」・「ドローンジャーナル」・「Smart Gridフォーラム」・「DIGITAL X」などが存在する。

### IT・デジタル系メディア
Impress Watch
下記Watchシリーズに属さないテクノロジーやライフスタイルに関連した総合ニュースサイト。1998年12月にImpress Watchシリーズの記事のヘッドラインページ「Impress Watch Headline」として創刊し、2018年9月20日にImpress Watchとしてリニューアル創刊。
INTERNET Watch
インターネット関連総合ニュースサイト。雑誌「iNTERNET magazine」（2006年3月に休刊し、INTERNET Watchに統合）を母体として、有料メールマガジン（月額300円、当時は「電子メール新聞」と呼称）という形態で1996年2月1日創刊。1997年1月にウェブサイトを開設し、メールマガジンで配信した記事の見出しと一部の記事の抜粋を公開。のちに有料メールマガジンを廃止し、ウェブがメインになった。Impress Watchシリーズのサイトの母体であるため、当サイトから独立する形で新しいメディアが創刊されたり、廃刊時には当サイトに統合されることが多い。
PC Watch
パーソナルコンピュータ総合ニュースサイト。INTERNET Watchから分割する形で、有料メールマガジンとして1996年7月22日創刊。月額300円。後述のケータイ Watch(Mobile Central)やAV Watchが開設される前は、携帯電話やオーディオ・ビジュアル関連のニュースも掲載されていた。
AKIBA PC Hotline!
秋葉原のPCショップや自作パーツの最新情報や価格情報を配信。1995年3月27日に「秋葉原マップ」として創刊し、1998年9月30日に現在の名称に。
窓の杜
Windows用オンラインソフトウェア総合情報サイト。オンラインソフトウェアのライブラリサイトにもなっている。個人運営の「秋保窓」を引き継ぐ形で1996年10月14日に開設。
ケータイ Watch
携帯電話・スマートフォンやPDA関連のニュースサイト。1999年10月4日に「Mobile Central」として創刊し、2000年4月10日に現在の名称にリニューアル。
GAME Watch
コンピュータゲーム専門ニュースサイト。2000年12月6日創刊。
AV Watch
AV機器やDVDソフトに関する情報サイト。2001年1月26日にプレビュー版創刊後、同年2月1日に正式に創刊。
クラウド Watch
2003年9月12日に法人向けITニュースサイト「Enterprise Watch」として創刊。2010年6月9日にクラウドコンピューティング情報に特化する形で現在の名称にリニューアル。Impress Watchシリーズの中で、唯一のビジネス向けメディア。
デジカメ Watch
デジタルカメラ専門ニュースサイト。これまでPC Watchで扱ってきたデジタルカメラ関連記事を分割する形で、2004年9月に創刊。
家電 Watch
白物家電専門ニュースサイト。2006年10月2日創刊。サイト内では、空調家電、生活家電、ヘルスケア、といったカテゴリに分けられている。新製品発表時の情報だけでなく、家電製品の実際の使用感を伝える各種レビューにも定評がある。
Impress Watch Video
携帯電話やパソコンに関する動画番組を配信。impress TVの放送終了に伴い、2008年6月開始。impress TVで放送していた番組の一部を引き継いだ。その後YouTubeにもオフィシャルチャンネルが設けられ、同様の動画を配信している（更新は若干遅め）。
e-bike Watch
電動自転車の記事を扱う、家電 Watchの別冊形式のニュースサイト。
こどもとIT
Impress Watchシリーズの中から教育関連のニュースをピックアップした、別冊形式のニュースサイト。
この他にも「注目のデジタル一眼「α」特集 Supported by Sony」（旧 Sony Fan）・「上海問屋でGO! with AKIBA PC Hotline!」・「パソコン工房 Watch」・「AQUOS Watch」・「OLYMPUS Watch」のように特定のメーカーとタイアップし、独自記事とImpress Watchシリーズの中からそのメーカーの記事だけをピックアップしたものからなる別冊形式のニュースサイトも存在する。

### ライフスタイル系メディア
Car Watch
自動車専門ニュースサイト。2008年9月24日創刊。
GANREF（ガンレフ）
雑誌「デジタルカメラマガジン」を母体とした、写真投稿および写真共有サイト。会員による機材レビューも紹介。2009年3月26日に、β版としてサービス開始。
トラベル Watch
旅行情報サイト。2015年3月13日創刊。
ネタとぴ
比較的柔らかめな、身近で旬な話題を提供するサイト。2015年5月25日創刊。
シニアガイド
シニア向けの日常生活に役立つ知識を提供するサイト。2015年8月31日創刊。
VR Watch
VR（バーチャルリアリティ）関連のニュースサイト。2016年12月創刊。
Hobby Watch
ホビー関連のニュースサイト。GAME Watchを分割する形で、2020年6月創刊。
グルメ Watch
外食や食料品関連のニュースサイト。2021年4月創刊。
MANGA Watch
漫画関連のニュースサイト。Game WatchとHobby Watchの一部を分割する形で、2024年1月26日にプレ創刊。

### 過去に存在したメディア
後述の「イソプレスうおっち」にのみ登場したサイト・メディアを除く。
Free Watch（1996年3月-？）
メールマガジン「INTERNET Watch」の無料版として創刊。Impress Watchシリーズの記事のヘッドラインと、一部の記事の抜粋を配信。
TechWire Japan（1997年9月3日 - 2000年4月）
アメリカのIT産業情報大手のCMP社との提携し、アメリカの最新ITニュースをメールで配信。月額500円。
MUSIC Watch（1997年5月23日 - 2003年6月）
洋楽を中心とした音楽情報を配信していたメールマガジン。RealAudio形式のインターネットラジオ「MUSIC Watch Radio」も運営していた。
MUSIC Watch J-pop（1999年7月28日-？）
邦楽を中心とした音楽情報を配信していたメールマガジン。
SPORTS Watch（1998年2月3日 - 2001年6月）
時事通信社のスポーツニュースを配信していた有料メールマガジン。月額500円。
JIJI NEWS Watch（1998年4月15日 - 2001年6月）
時事通信社の一般ニュースを配信していた有料メールマガジン。月額500円。
GOLF Watch（1999年9月 - 2000年8月）
ダンロップスポーツエンタープライズ、テクノネットの協力を得て開設された、国内ゴルフ総合情報サイト。
impress TV（2000年11月15日-2008年9月30日）
インターネット放送局。Impress Watch関係の情報番組と、「水曜どうでしょう」・「ブロードバンド!ニッポン」などのエンターテイメント番組の配信を行っていた。
FINANCE Watch（2000年7月24日 - 2001年3月30日）
IT関連の金融情報に特化した、経済ニュースサイト。「FINANCE Watch」として創刊。廃刊後、後継として2001年3月30日に韓国PAXNetと合弁で株式会社パックスネットインプレスを設立し「PAXNet Impress」を創刊したが、2002年8月30日にサービスを終了した。
携帯版 Impress Watch（2000年8月 - ？）
携帯電話向けサイト。INTERNET Watch、PC Watch、ケータイ Watchの3種類がある。2000年8月にiモード版、10月にJ-SKY版、2001年1月にEZweb版を開設。
林檎の杜（2000年11月14日 - 2002年3月29日）
BNN刊行のMacintosh情報誌「MAC LIFE」の協力で制作された、Macintosh用オンラインソフト情報サイト。「MAC LIFE」の休刊により廃刊。
Impress Watch Weekly（2001年12月15日 - 2002年5月25日）
Impress Watchの記事の内容をまとめたフリーペーパー。秋葉原の路上で配布されていた。
BB Watch（2001年7月2日 - 2009年12月25日）
ブロードバンドやネット上のコンテンツを扱ったニュースサイト。2001年7月2日に「Broadband Watch」として創刊し、2008年4月1日に現在の名称にリニューアル。全Watchで最初にニュース記事やコラムのRSS配信を開始。2009年12月25日付で更新を終了し、2010年1月よりINTERNET Watchに統合された。
Robot Watch（2006年5月29日 - 2009年12月25日）
ロボット関連の記事を専門に扱ったニュースサイト。PC Watchで扱ってきたロボット関連記事を分割する形で2006年5月29日に開始。2009年12月25日付で更新を終了し、同年12月14日に新設したGAME Watchの「ホビー/ロボット」チャンネルに統合された。
I next（2006年9月1日-？）
アイネクスト（2006年6月設立、旧称インプレスキャリア）が運営する、IT業界の転職サポートサイト。2006年9月1日に「Impress Career」という名称で開始され、2009年10月1日に社名変更に伴い名称変更。
Impress Watch中文站（2006年9月22日 - 2010年3月）
中国China Byteグループとの提携による、Impress Watchの中国語版。日本のImpress Watchの内容のうち、中国でも興味がありそうな内容を中国語訳し、さらにChina Byteグループの取材による日系企業関連のニュースを加味して、China ByteグループのIT情報サービス「天極Yesky.com」の1チャネルとして配信。
教えて! Watch（2008年4月2日-2015年10月1日）
OKWaveと連携したQ&A形式の情報交換サイト。
スマートフォン Watch（2011年4月4日-2016年1月20日）
ケータイ Watchの増刊号形式のニュースサイト。Impress Watchシリーズの中からスマートフォン関連のニュースをピックアップした。期間限定で運営。
女子カメ Watch（2011年9月22日-2015年11月30日）
デジカメ Watchの別冊形式のニュースサイト。デジカメ Watchから女性向けのニュースをピックアップした。期間限定で運営。
得スマ Watch
ケータイ Watchの増刊号形式のニュースサイト。Impress Watchシリーズの中からスマートフォン・MVNO・携帯電話端末のニュースをピックアップしたサイト。
MAGon（2012年3月26日 - 2014年12月26日）
Impress Watchシリーズのライターが執筆したコラムを、EPUB形式の電子書籍で月2回有料で配信。
Que!（2012年11月26日 - 2016年3月31日）
不特定多数の人に聞きたいあらゆる「お題」を出したり、それに答えたりすることができる参加型サイト。twitterやfacebookとも連携。
qufour（クフール）（2014年5月28日-2019年2月28日）
生活や子育てなどで実践したい「工夫」を提案するサイト。女性向けの店舗情報サイト「goopy」として開設され、グループ会社からインプレスに移管し2015年11月1日に「qufour」としてリニューアル。終了後は、家電 Watchに統合された。
仮想通貨 Watch（2018年5月22日 - 2020年3月31日）
仮想通貨関連の記事を専門に扱うニュースサイト。INTERNET Watchから分割される形で設立され、休刊後はINTERNET Watchに統合された。

### グループ外に譲渡したメディア
MOVIE Watch（1997年9月 - 2001年12月）
映画に関する情報を配信するサイト。カフェグルーヴに譲渡し、2002年1月16日から「シネマカフェ」としてリニューアル。なお2012年10月に、イードに譲渡された。
ペトハピ［Pet×Happy］（2015年10月15日 - 2017年4月30日）
犬や猫の飼育情報を中心としたペット関連情報サイト。2015年4月に公開された「Impress Watch　ペット特集」を前身として、10月に創刊。2017年5月1日、株式会社ペトハピに譲渡。

## エイプリルフール企画「イソプレスうおっち」
1997年より毎年、4月1日にエイプリルフール企画（「PCうおっち」・「ケッタイうおっち」・「窓の社（まどのやしろ）」など）を実施している。ふだん硬い内容の記事が多いImpress Watchがこの企画では風刺の効いていて手の込んだ冗談を披露するため、その印象の落差も手伝って毎回人気を博している。
1997年に「PC Watch」のパロディー風「PCうぉっち」として始まり、2000年には「中国語版窓の杜」「韓国語版窓の杜」が登場し、2004年からはさらに拡張してうぉっちのコンテンツすべてのタイトルがそろうHeadlineが登場している。2006年からは年替わりの総合タイトルも付けられている。
- 2006年: イリプレス うおっち
- 2007年: イモプレス うおっち
- 2008年: hctaW sserpmI
- 2009年: Impresso Watch
- 2010年: Impress Peach
- 2011年: 東日本大震災の被災者に配慮し、2012年に延期[50]。
- 2012年: 総合タイトルは付けられず、1日限りで作られた萌え系ニュースサイト「萌え Watch」と、恒例の「窓の社」の2コーナーのみ開設された。
- 2013年: 謎の秘密結社によるサイト「惡 Watch」と、お馴染み「窓の社」を開設。
- 2014年: 「Que!」を1日限りで、胸がときめくお題サイト「Qun!」（キュン!）に模様替えした。お馴染み「窓の社」も開設。
- 2015年: 自称PCゲーム廃人のライターが立ち上げた「GAME PC Watch」と、お馴染み「窓の社」を開設。
- 2016年: 「PCジャナイ Watch」と、何故か規模が縮小された「窓の社」を開設。
- 2017年: 「VR Watch」（実在）で新コーナー「おすすめVRコンテンツレビュー」を開始（内容はすべて架空）。「窓の社」に至ってはとうとうトップページが消滅し、公式Twitterアカウントを経由しないと記事にアクセスできないようになってしまった[51]。

2003年、日本インターネットエイプリル・フール協会  は「ばかオブザイヤー」の「殿堂入り」とした。以降、協会の審査ではおみそ扱いとなっている。
2007年、「窓の社」に「イソプレスウォッチ、Wikipediaに自ら“窓の社”記事を追加」というジョーク記事が掲載され、この中でWikipediaに投稿された記事であるかのような偽の画像が掲載された。すると第三者によって再現された記事が実際にWikipediaに作成され、窓の杜編集部を名乗る人物がWikipedia上で謝罪する騒動となった。Wikipedia:削除依頼/窓の社関係にログが残っている。
2009年の「Impresso Watch」では、1日限定で「猫Watch」及び「鼬Watch」が登場した。ただし、いずれもエイプリルフール企画とあって、記事の内容はジョーク系となっている。また、モバイルサイトも公開された（記事の内容はPC版とは異なる）。
2010年の「Impress Peach」では、動画版の「Impress うおっち Video ニュースフラッシュ」も登場した。
2012年以降は、1日限定で開設されたサイトと「窓の社」の2本立て構成で落ち着いている。

### ページの特徴
デザインは通常のImpress Watch各サイトに準ずるが、以下のような特徴がある。
- 企業名・商標などの固有名詞が冗談じみた名前に置き換えられている。
- Indexコーナーには内容が掲載されていない、タイトルだけのニュース記事も存在する。
- ページによっては、ジョーク系の広告も表示される（「ads by ごっごる」等。「orz」など、現実には使用されていないドメインも出てくる。）。
- 「PCうおっち」では、更新が年1回の為コーナーバナーの上に「Yearlyパソコン情報誌」と表示される。
- 2002年版以降、ページアドレス(URL)に「Uocchi」（「ウオッチ」をローマ字で表したもの）が含まれている。